# Mirko Oremuš
Mirko Oremuš (Trogir, 6. rujna 1988.) hrvatski je nogometaš koji trenutačno igra za bosanskohercegovački klub Igman Konjic.
U mladim kategorijama splitskog Hajduka igrao je više pozicija, većinom lijevog ili desnog braniča, te krilo. Treneri su ga, međutim, znali stavljati i na poziciju napadača. Za seniore je prvi put zaigrao 2. rujna 2007. u Koprivnici protiv Slaven Belupa. Nakon ulaska u 75. minuti, već 3 minute kasnije postiže svoj prvijenac za remi 2:2.
Ipak, iako je trenirao s prvom momčadi više nije dobio ni minute šanse, te na zimu biva otpisan i po raskidu ugovora odlazi u Novalju. Nakon uspješne polusezone u trećoj ligi, novi ga trener, Goran Vučević, vraća u matični klub. Isprva igra relativno malo, no, nakon zapaženih partija u gostima protiv Croatije Sesveta i Slaven Belupa (gdje s 2 gola preokreće vodstvo domaće momčadi) postaje prva zamjena napadačima i krilnim veznim.
U 2011. Hajduk Split ga šalje na posudbu u Hapoel Tel-Avi u Izrael. Nakon toga, Oremuš se ponovo vraća u Izrael na posudbi u Hapoel Acre. Nakon šest godina s Hajdukom, Trogiranin potpisuje ugovor u 2014. s trećim izraelskim klubom u karijeri, Hapoel Petah Tikva.
Nakon visoke pobjede RNK Splita protiv NK Istre 1961 u kolovozu 2015, splitski klub je objavio vijest da je Oremuš novi igrač RNK Splita. Oremuš je pojačao momčad Splita u koju stiže kao slobodan igrač nakon što mu je istekao ugovor s izraelskim Hapoelom Petah Tikvom. 
Krajem 2016. je Oremuš potpisao za četvrti izraelski klub u karijeri, Hapoel Aškelon.